# Heilig Hartbeeld (Ell)
Het Heilig Hartbeeld is een standbeeld in de Nederlandse plaats Ell, in de provincie Limburg.

## Achtergrond
Het Heilig Hartbeeld werd in 1934 opgericht, op initiatief van pastoor J.H. Scheyven. Het werd vervaardigd in het Atelier Thissen in Roermond. Het beeld stond aanvankelijk tegenover de Sint-Antonius Abtkerk, tegenwoordig staat het op het terrein naast de kerk. Het is aangewezen als gemeentelijk monument.

## Beschrijving
Het beeld toont een Christusfiguur staande op een halve wereldbol, gekleed in een gedrapeerd gewaad. Hij houdt zijn armen uitnodigend gespreid. Op zijn borst is het Heilig Hart zichtbaar.